# تروریسم اسلامی

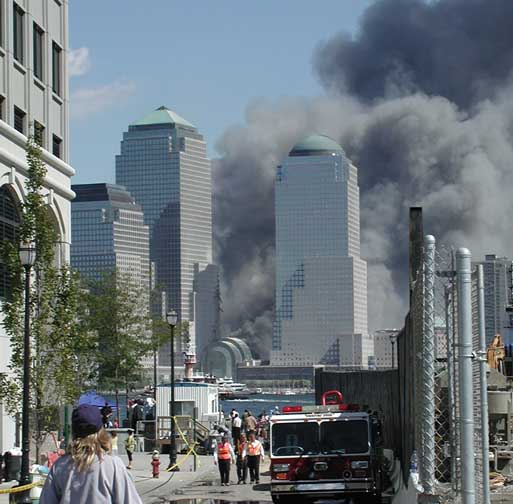
حملات یازدهم سپتامبر سازمان دهی شده از سوی گروه القاعده.

تروریسم اسلامی (به انگلیسی: Islamic terrorism) گونه‌ای تروریسم مذهبی است که در آن انگیزه‌ها و اهداف ریشه در یا متأثر از تعابیر اسلامی داشته باشد. بر اساس برآوردها، در سال ۲۰۱۵، تروریسم اسلامی مسئول ۷۴ درصد مرگ‌های تروریستی جهان بوده‌است. اعتقاد در تروریست اسلامی به این شکل است که کشتن بسیاری از مسلمانان که تنها تصور می‌کنند مسلمان هستند، لازم است زیرا آنها قوانین اسلام را نقض کرده و کافر هستند؛ این حوادث تروریستی در مقیاس جهانی رخ داده‌اند و نه تنها کشورهای با اکثریت مسلمان در آفریقا و آسیا، را درگیر خود کرده بلکه روسیه، استرالیا، کانادا، اسرائیل، هند، ایالات متحده، چین، فیلیپین، تایلند را نیز تحت تأثیر قرار داده است؛ که این حملات غیرمسلمانان و مسلمانان را هدف قرار داده‌است.
حتی روزنامه‌نگاران همچنین هدف تروریسم اسلامی، به‌ویژه برای به تصویر کشیدن پیامبر اسلام محمد قرار گرفته‌اند، که تیراندازی تروریست‌های مسلمان در شارلی ابدو مورد اعتراض میلیون‌ها نفر در فرانسه قرار گرفت.
توجیهاتی که برای حمله به غیرنظامیان توسط گروه های افراطی اسلامی ارائه می شود، شامل تفسیر و نتیجه‌گیری آنها از قرآن، احادیث، و شریعت اسلام است. همچنین ضرورت اساسی، اعاده و تطهیر اسلام با برقراری شریعت، به ویژه با بازگرداندن خلافت به عنوان یک دولت پان‌اسلامی مانند داعش است.

## انگیزه‌ها

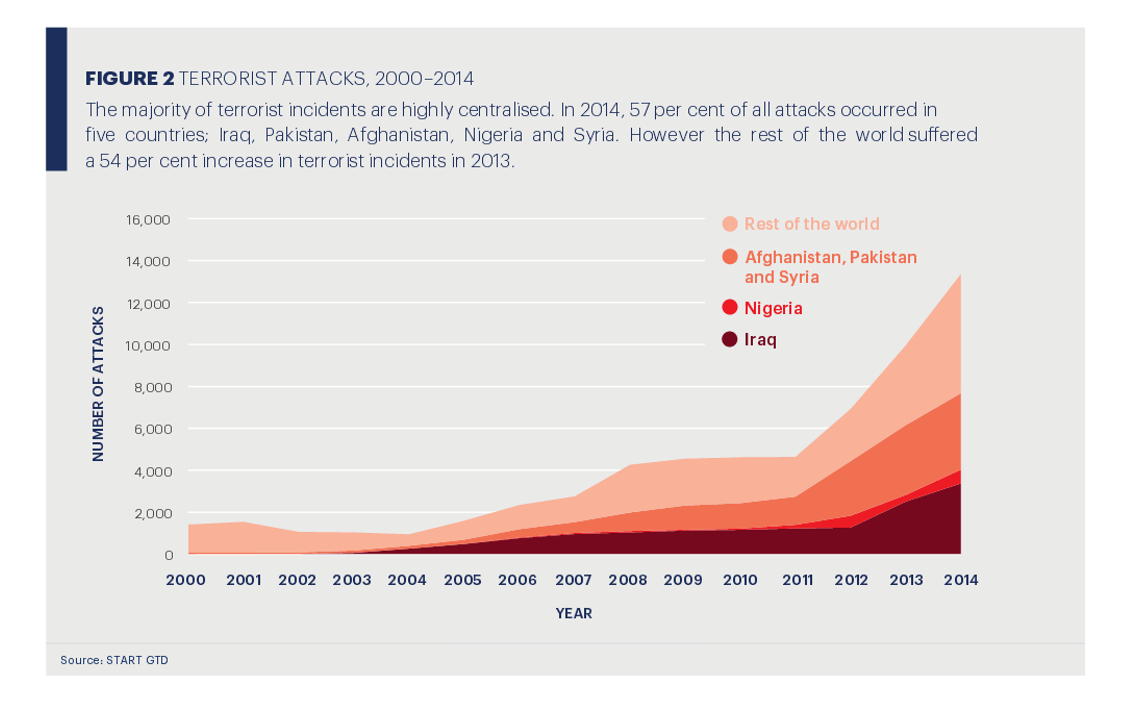
تلفات ناشی از تروریسم در ۱۵ سال گذشته به طرز قابل توجهی افزایش یافته‌اند. شمار افراد کشته شده بر اثر تروریسم از سال ۲۰۰۰ نه برابر شده‌است.
.

گزارش‌ها نشان می‌دهد پس از اتفاقات یازدهم سپتامبر، حملات تروریستی افزایش پیدا کرده‌است. شاخص جهانی تروریسم (Global Terrorism Index) انگیزه‌های موجود برای این گونه از تروریسم را این‌گونه دسته‌بندی می‌کند:
- مسائل شهروندی: از دهه پنجاه، مهاجران مسلمان کشورهای غربی را برای مهاجرت انتخاب می‌کنند. زیرا کشورهای اسلامی مهاجران از نظر اجتماعی و اقتصادی نمی‌پذیرند. بررسی‌ها نشان داده از میان پنجاه و هفت کشوری که اسلام دین نخست آن هاست، تنها ترکیه و مالزی هستند که از ورود مهاجران استقبال می‌کنند. حتی کشورهای ثروتمند حاشیه خلیج فارس نیز از پذیرش آن‌ها سر باز می‌زنند. در همین رابطه، خلیفه خودخوانده مسلمانان ابوبکر البغدادی در سال ۲۰۱۴ از فرصت استفاده کرد و اعلام کرد که همه مسلمانانی که به سرزمین‌های خلافت اسلامی مهاجرت کنند، در لحظه ورود به عنوان شهروند شناخته خواهند شد. آن‌ها حتی پا را فراتر گذاشته و اعلام کردند که به تازه واردان «گذرنامه خلافت» نیز داده می‌شود. همین مسئله باعث جذب بسیاری به خلافت اسلامی شد.[۱۱]
- مسائل اقتصادی
- ایدئولوژی: سرهنگ ارتش ایالات متحده آمریکا، دیل سی. ایکمیِر معتقد است که ایدئولوژی انگیزه بسیار بزرگتری نسبت به دلایل شخصی برای تروریسم اسلامی است. او این ایدئولوژی را قطبیسم نام گذاری کرده و آن را این گونه توضیح می‌دهد: آن‌ها باور دارند که اسلام باید به «اسلام ناب» که در زمان محمد وجود داشته‌است، بازگردد. آن‌ها می‌گویند برای رسیدن به اسلام ناب، تنها باید از قران و حدیث پیروی کرد. به عقیده آن‌ها مسلمانان تنها باید به منابع اصلی اسلامی (مانند قران) رجوع کنند و به تفاسیر آن توجهی نداشته باشند. آن‌ها بر این باورند که هرگونه تفسیر قران فساد است.[۱۲]
- انگیزه‌های دینی: دنیل بنجامین و استیون سیمون در کتابشان با نام «دوران ترور مقدس» عنوان می‌کنند که همه رفتارهای تروریستی اسلامی کاملاً سرچشمه دینی دارند. در این کتاب آمده‌است که تروریست‌های اسلامی رفتارشان را «یک نوع وظیفه دینی می‌بینند… آن‌ها در تلاشند تا گیتی را به همان معنویتی برسانند که به دست دشمنان اسلام از بین رفته‌است.» در این کتاب آمده‌است که رفتار آن‌ها نه به صورت استراتژیک است و نه سیاسی، این کار از نظر تروریست‌های مسلمان تنها یک نوع «تلاش برای رستگاری» است. تلاشی که به آن‌ها می‌گوید باید «همه کسانی که برتری مطلق خدا را به چالش می‌کشند باید سلاخی و تحقیر شوند.»[۱۳] به عنوان مثال یکی از کسانی که در واقعه تیراندازی شارلی ابدو دست داشت، به خبرنگاران فرانسوی گفت «ما مدافعان محمدِ پیامبر هستیم».[۱۴]
- سیاست‌های غرب
- جهاد و فقه[۴]

## برخی از کارهای تروریستی اسلامی در جهان
- در ۱۶ اکتبر ۲۰۲۰، یکی از اسلام‌گرایان با فریاد «الله اکبر» به یک استاد تاریخ (ساموئل پتی) در نزدیکی یکی از مدارس پیرامون پاریس، حمله کرده و سر او را با چاقویی بزرگ برید. در همین راستا رئیس‌جمهور فرانسه (امانوئل مکرون) در محل حادثه حاضر شده و وزارت کشور نیز ستاد بحران تشکیل داد. امانوئل مکرون گفت که این معلم به دلیل تدریس آزادی بیان، به قتل رسید. ژان میشل بلانکور وزیر آموزش فرانسه در توییترش این حمله را «حمله به ملت فرانسه» توصیف کرد. وی ضمن همدردی با خانواده این آموزگار، گفت که اتحاد تنها راه مقابله با «هیولای تروریسم اسلامی» است.[۱۵][۱۶][۱۷]
- در تاریخ ۷ ژانویهٔ ۲۰۱۵، در پی حمله دو تروریست اسلام‌گرا به دفتر نشریه شارلی ابدو، ۱۲ تن از کارکنان آن کشته شده و ۱۰ تن نیز زخمی گشتند.[۱۵][۱۸][۱۹][۲۰][۲۱][۲۲]

پس از این عملیات تروریستی، چاپ این نشریه متوقف نشده، بلکه در هشت میلیون نسخه منتشر شد و رکورد فروش را در میان مطبوعات فرانسه شکست؛ شماره‌ای که باز هم کاریکاتوری از پایه‌گذار دین اسلام روی جلدش بود.
- در ۲۵ سپتامبر ۲۰۲۰، دو تن از کارکنان یک شرکت فیلم‌سازی در نزدیکی نشریه شارلی ابدو به دست چند تروریست اسلام‌گرا به شدت زخمی شدند.[۲۵]

وزیر کشور فرانسه گفت این حمله، «کار تروریسم اسلام‌گرا» است.

### حمله انتحاری (استشهادی)
در فقه اسلامی، جهاد ابتدایی و عملیات انتحاری (استشهادی) بر ضد اسلام‌ناباوران وجود دارد و فقیهان نیز در این زمینه فتواهایی داده‌اند:
- دیدگاه فقهی جعفر کاشف‌الغطا: «جهاد بر پنج قسم است: … ‏پنجم: جهاد با کفر و برگرداندن کافران به دین اسلام و اقرار به نبوت پیامبر».[۲۷]
- ناصر مکارم شیرازی: «هرگاه راه دفاع از کیان اسلام و مسلمین منحصر به این راه باشد جایز است».[۲۷]
- حسین نوری همدانی: «...همان طور که ذکر شد، [عملیات استشهادی] یک نوع جهاد است».[۲۷]

## تروریسم جمهوری اسلامی ایران در جهان
جمهوری اسلامی ایران پرونده‌های تروریسم در سطح جهان دارد، به گونه‌ای که تعدادی از سران جمهوری اسلامی در دادگاه‌های مختلف به تروریسم متهم شده و تحت تعقیب اینترپل قرار گرفتند. هاشمی رفسنجانی، علی فلاحیان، علی‌اکبر ولایتی و سید علی خامنه‌ای در دادگاه میکونوس به تروریسم محکوم شدند.
- وزارت خارجه آمریکا با انتشار گزارشی اعلام کرد که حکومت جمهوری اسلامی ایران طی ۴۰ سال ۳۶۰ ترور هدفمند در بیش از ۴۰ کشور جهان نقش داشته‌است که این اقدامات منجر به کشته شدن یا آسیب دائمی به صدها تن شده‌است. این ترورها توسط نیروی قدس سپاه پاسداران انقلاب اسلامی، وزارت اطلاعات و گروه‌های نیابتی وابسته به ایران همچون حزب‌الله و … انجام شده‌است.[۲۹][۳۰]

## از نگاه دیگران
- سید علی خامنه‌ای در رابطه داعش می‌گوید:در ادبیات سیاسی بیگانه، به داعش نیز تندرو می‌گویند در حالی‌که داعش منحرف از اسلام، قرآن و صراط مستقیم است.[۳۱]
- عادل الجبیر وزیر مشاور در امور خارجه پادشاهی عربی سعودی در سخنرانی در پارلمان اروپا گفت که جمهوری اسلامی ایران بزرگترین کشور حامی تروریسم در جهان است.[۳۲]